# Chaetodus teamscaraborum
Chaetodus teamscaraborum là một loài bọ cánh cứng trong họ Hybosoridae. Loài này được Ocampo miêu tả khoa học năm 2006.